# Godersdorf
Godersdorf (früher auch Gadersdorf) ist eine Ortschaft der Gemeinde Altenfelden in Oberösterreich (Bezirk Rohrbach). Die Ortschaft hat 80 Einwohner (Stand 1. Jänner 2024). Zu Godersdorf wird auch der Weiler Kainberg gezählt.

## Geographie
Godersdorf ist eine Streusiedlung nordwestlich des Hauptorts der Gemeinde in der Katastralgemeinde Haselbach. Es besteht aus Godersdorf, dem Weiler Kainberg sowie einigen abseits liegenden Höfen. Godersdorf selbst umfasst etwas mehr als die Hälfte der Gebäude der Ortschaft und liegt nahe der westlich gelegenen Ortschaft Wollmannsberg. Südlich liegt die Ortschaft Mairhof, südöstlich das Zentrum der Gemeinde Altenfelden. Im Nordwesten trennt die Obermühler Landesstraße Godersdorf von der Ortschaft Doppl, im Norden wird Godersdorf von der Tannberg Landesstraße von Haselbach getrennt. Der Weiler Kainberg liegt nordöstlich vom eigentlichen Godersdorf und wird aus zwei Bauernhöfen und einem Wohnhaus gebildet. Kainberg ist über die Tannberg Landesstraße erreichbar, Godersdorf vom Markt Altenfelden über die Eichbergstraße.

## Geschichte und Bevölkerung
In Godersdorf lebten 1869 71 Menschen in acht Häusern. Bis zum Jahr 1910 stieg die Einwohnerzahl auf 77 Personen an, wobei die Ortschaft ebenfalls acht Gebäude umfasste. Bis 1923 blieb die Anzahl der Gebäude stabil, jedoch sank die Einwohnerzahl auf 71 Personen, wobei im eigentlichen Godersdorf 29 Menschen in drei Häusern, im Weiler Kainberger 18 Menschen in drei Häusern und in den Streulagen 24 Menschen in zwei Häusern lebten. 1951 lebten 75 Menschen in Godersdorf, die sich auf den Weiler Godersdorf mit 22 Menschen in drei Häusern, den Weiler Kainberg mit 19 Einwohnern in drei Häusern und die Zerstreuten Häuser mit 34 Menschen in vier Gebäuden verteilten.

## Bauwerke
In Godersdorf besteht eine Nischenkapelle aus dem 18. Jahrhundert mit drei Nischen und Zwiebeldach. Zudem besteht beim Haus in Godersdorf Nr. 12 ein dekorierter Breitpfeiler mit erneuerten Bildern und der Bezeichnung 1869.